# Mangues da Ilha Grande
Os Mangues da Ilha Grande fazem parte de uma ecorregião definida pelo WWF no domínio da Mata Atlântica brasileira. Se localizam no litoral sudeste do Brasil, desde os estuários do rio Paraíba do Sul até a ilha de Florianópolis, em Santa Catarina.

## Características
Encontrados nos estuários de rios do litoral sudeste, os "mangues da Ilha Grande" ocorrem desde a foz do rio Paraíba do Sul no Rio de Janeiro, até a ilha de Florianópolis. Existem importantes trechos de manguezais por todo o litoral de São Paulo e na baía de Paranaguá. É região de clima muito úmido, com precipitação anual de até 2.500 mm. As espécies são típicas, sendo encontradas os três gêneros de manguezais: Rhizophora, Avicennia e Laguncularia. Entretanto, a abundância de cada um desses gênero varia, com algumas espécies predominando em determinadas regiões.

## Biodiversidade

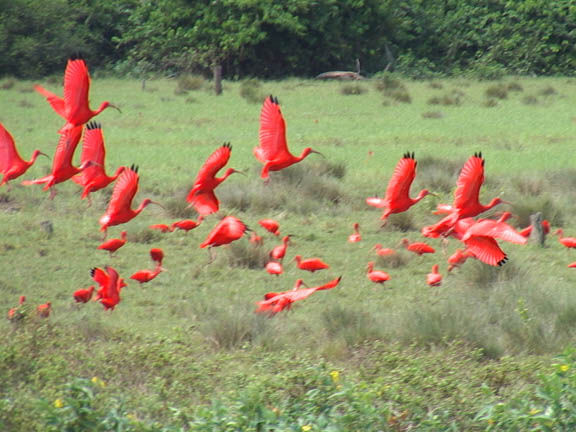
O guará é uma ave típica que havia sido extinta localmente e recolonizou os mangues do litoral sudeste do Brasil.

É um ambiente extremamente diverso, principalmente por ser "posto de passagem" de muitas aves migratórias. Os mangues do litoral sul de São Paulo existe o guará, que já havia sido extinto da região e foi constatada sua presença novamente em Cubatão, a partir de 1982. Várias espécies de papagaios encontram-se nas áreas protegidas entre São Paulo e Paraná, como o papagaio-do-mangue.

## Conservação
Essa ecorregião é uma das mais densamente povoadas no Brasil, e por conta disso, grande parte da vegetação original foi modificada. Os remanescentes estão sob forte pressão antrópica, principalmente por conta da urbanização e especulação imobiliária. Entretanto, é feito grande esforço na conservação e recuperação de muitas áreas, com praticamente todo o litoral sul de São Paulo e do Paraná constituindo áreas de proteção ambiental.